# Paranoïde persoonlijkheidsstoornis
De paranoïde persoonlijkheidsstoornis is een persoonlijkheidsstoornis die gekenmerkt wordt door gevoelens van achterdocht en wantrouwen. 

## Kenmerken
De term paranoïde verwijst in dit verband niet naar verregaande wanen of psychosen, maar naar een aanhoudend en ongegrond wantrouwen in mensen. Vrienden, kennissen en collega's worden vanwege dit wantrouwen met een zekere afstandelijkheid benaderd en de contacten worden pas wat hartelijker als blijkt dat zij geen kwade bijbedoelingen hebben. Vaak blijft de persoon met PPS echter wel op zijn hoede en kan fel reageren op een kleinigheid, bijvoorbeeld een grapje, die als persoonlijke aanval wordt geïnterpreteerd. Mocht de persoon daadwerkelijk slecht worden behandeld of opgelicht, kan de woede daarover soms jaren duren en mogelijk wraakgevoelens oproepen.
Personen met een paranoïde persoonlijkheidsstoornis wantrouwen vaak ook hun levenspartners. Op grond hiervan worden de activiteiten van de partner meer dan normaal in de gaten gehouden en kan de persoon zich soms streng of zelfs dictatoriaal opstellen.
In bepaalde gevallen richt het wantrouwen zich tegen bevolkingsgroepen, instanties of overheden. Dit kan leiden tot vooroordelen of langdurige conflicten die volgens de omgeving slechts om kleinigheden gaan. Hoewel er in dit geval geen sprake is van de echte waan, wordt dit ook wel querulantenwaan genoemd.
Doordat mensen met een paranoïde persoonlijkheidsstoornis moeite hebben met het vertrouwen van mensen komt een sociaal isolement bij deze groep mensen veel voor. Daarnaast is het voor hen vaak lastig om met anderen samen te werken, wat grote invloed kan hebben op het functioneren in het werkveld. 

## Cijfers en oorzaak
Geschat wordt dat ongeveer 0,4% tot 1,8% van de bevolking een paranoïde persoonlijkheidsstoornis heeft. De stoornis komt vaker voor bij mannen dan bij vrouwen. 
De reden dat mensen een paranoïde persoonlijkheidsstoornis ontwikkelen is niet geheel duidelijk, mogelijk spelen sociale, psychologische en erfelijke factoren hierbij een rol. Er is mogelijk een genetische link tussen schizofrenie en een paranoïde persoonlijkheidsstoornis.
Daarnaast kunnen levensgebeurtenissen zoals psychisch-, seksueel- en lichamelijk geweld, afwijzing door ouders en/of verzorgers, verwaarlozing en trauma's een rol spelen in de ontwikkeling van de stoornis.

## Behandeling en comorbide stoornissen
Doordat mensen met een paranoïde persoonlijkheidsstoornis ook naar therapeuten en behandelaars wantrouwend zijn, zoeken zij vaak geen hulp. Als zij wel hulp zoeken, kan met behulp van psychotherapie getracht worden de symptomen van de stoornis te verminderen.
Personen met een paranoïde persoonlijkheidsstoornis hebben een vergrote kans op het ontwikkelen van een angststoornis, depressie, verslaving, obsessief-compulsieve stoornis en agorafobie. Veel personen met een paranoïde persoonlijkheidsstoornis hebben ook de diagnose PTSS (posttraumatische stressstoornis).

## DSM-5
In de DSM-5 wordt de paranoïde persoonlijkheidsstoornis ingedeeld bij de Cluster A persoonlijkheidsstoornissen ("vreemd en/of excentriek"). De stoornis wordt hierin omschreven als een "pervasief wantrouwen en achterdocht tegenover andere mensen, waarbij hun motieven worden geïnterpreteerd als kwaadwillend". De stoornis ontstaat op jong volwassen leeftijd. Om de diagnose paranoïde persoonlijkheidsstoornis te stellen, moeten minstens vier kenmerken van de stoornis aanwezig zijn. Deze kenmerken zijn:
- Het koesteren van een persisterende wrok waarbij beledigingen en kleinerende opmerkingen niet of zeer moeilijk vergeven worden
- Het wantrouwen van personen en hen verdenken van het opzettelijk toebrengen van schade en uitbuiting
- Het twijfelen aan de betrouwbaarheid en loyaliteit van personen in de naaste omgeving
- Het niet in vertrouwen willen nemen van anderen door de vrees dat informatie tegen hen gebruikt zal worden
- Het zoeken naar verborgen betekenissen in gebeurtenissen en opmerkingen die onschuldig bedoeld zijn
- Het ervaren van persoonlijke aanvallen, terwijl deze voor de buitenwereld niet waarneembaar zijn
- Het hebben van twijfels omtrent de trouw van echtgenoot of partner

De bovenstaande kenmerken worden gezien als kenmerken van een paranoïde persoonlijkheidsstoornis als zij geen gevolg zijn van een bipolaire- of depressieve stemmingsstoornis met psychotische kenmerken, schizofrenie of een andere psychotische stoornis en als deze geen gevolg zijn van een somatische aandoening.